# Stora Alvaret
Stora Alvaret ili Veliki Alvar je vapnenačka dolina (Alvar) na južnom dijelu švedskog otoka Öland u Baltičkom moru. Ovo područje zbog tankog sloja zemlje (tek oko 2 cm) i visoke razine PH-a u svojoj bogatoj bioraznolikosti ima veliki broj rijetkih vrsta i endema. Zbog toga je 2000. godine upisana na UNESCO-ov popis mjesta svjetske baštine u Europi. Zaštićeno područje ima oblik bodeža dužine skoro 40 i širine 10 kilometara na najširem sjevernom kraju. Prekriva više od 260 km², više od četvrtine otoka, što ga čini najvećom vapnenačkom dolinom u Europi. 

## Povijest
Ova vapnenačka dolina nastala je kao dno mora na jugu, prije oko 500 milijuna godina, koje je ledenjačkim pomjeranjem poslije ledenog doba uzdignuto prema sjeveru iznad razine mora. Ljudi su bili prisutni na ovom području su prisutni oko posljednjih pet tisuća godina, još od paleolita, i prilagodili su svoj život fizičkim ograničenjima otoka. Ljudi su nastavili kontinuirano živjeti na škrtom otoku, osim u razdoblju od 500. pr. Kr.-500. godine kada se drveće moralo obnoviti nakon što su ga u potpunosti posjekli. O tomu najbolje scjedoči naselje iz željeznog doba Eketorp (Eketorps fornborg) s masivnom srednjovjekovnom utvrdom. Od 800. do 1000. godine na granicama Store Alvareta su nikla raznolika naselja Vikinga.
- Unutrašnjost utvrde Eketorp
- Bunar Eketorpa
- Vikinški Kameni brod Gettlinge Gravefield
- Stari most Frösslundabron
- Zid Karla Gustava X.

## Bioraznolikost
Stora Alvaret nije lišena drveća, kako se obično smatra, i u njoj se nalazi više šuma različitih vrta, ali malenih primjerka, tzv. pigmejske šume. Tu se može pronaći velika raznolikost divljeg cvijeća kao što su različiti Sedumi, Artemisia oelandica (endem),  pjegava orhideja  (Dactylorhiza fuchsii) i dr. Od trava tu su prisutne vrste: Arrhenatherum i ovčja vlasulja (Festuca ovina), a od gljiva najprisutnije su: Hygrocybe persistens i Lepiota alba.

### Ostali projekti
|  | Zajednički poslužitelj ima još gradiva o temi Poljoprivredni krajolik južnog Ölanda |